# 水原明子
水原 明子（みずはら あきこ、1959年-）は、日本と韓国の女性歌手。本名は、ソ·ジスク（朝鮮語: 서지숙、漢字表記：徐芝淑）。

## 来歴
日韓両国で活躍した歌手。父は作曲家の徐永恩。
1971年、中学2年生で韓国でデビュー。1972年、東京の尚美高等音楽学院に入学しジャズを専攻。1979年、張本勲の韓国版伝記映画に出演。1982年『セーリング・フライ』で日本で歌手デビュー。1983年にキングレコードヒット賞を受賞し、中曽根康弘首相から祝電を送られる。1986年以降は韓国でのみ活動。

## ディスコグラフィ

### シングル
- 映画『伝説巨神イデオン』（接触篇）主題歌「セーリング・フライ／海に陽に」（1982年）

### アルバム
- Love Message ラブ・メッセージ（1982年）

1. IT’S TOO LATE イッツ・トゥー・レイト
2. LOVE DUET ラヴ・デュエット
3. SUMMERTIME サマータイム
4. IT’S NEVER TOO LATE 愛のメッセージ
5. BOSSANOVA MEDLEY ボサノバ・メドレー
6. YOU ARE THE SUNSHINE OF MY LIFE ユー・アー・ザ・サンシャイン・オブ・マイ・ライフ
7. WHAT’S GOING ON ホワッツ・ゴーイング・オン
8. ALL IN LOVE IS FAIR オール・イン・ラヴ・イズ・フェア

- So Crystal ソー・クリスタル（1984年）
  - A1 THE DAWN
  - A2 BURNIN' NIGHT
  - A3 JUST YOU'RE MINE
  - A4 MELODIES
  - A5 MAYBE TONIGHT
  - A6 GOODNIGHT TO YOU
  - B1 SILENT WALKER
  - B2 NOT MY TEARS
  - B3 SET ME FREE
  - B4 SAYONARA SO LONG
  - B5 TSU-BU-YA-KI